# 李奎煥
イ・キュファン（朝鮮語: 이규환、ハンチャ：李奎煥、Keikan Ri、1915年2月14日 - ）は、1936年ベルリンオリンピックで、日本の代表として出場した韓国のボクサーである。
1936年に、彼は、ウェルター級でステン・スヴィオと戦い負けた。